# A Child's History of England
A Child's History of England est un livre de Charles Dickens. Comme son titre l'indique, il s'agit d'une histoire de l'Angleterre destinée aux enfants.
D'abord publié par épisodes dans le magazine Household Words du 25 janvier 1851 au 10 décembre 1853, A Child's History of England est également repris en trois volumes :
- Volume I: England from the Ancient Times, to the Death of King John (1852), couvrant la période de 50 av. J.-C. à 1216 ;
- Volume II: England from the Reign of Henry the Third, to the Reign of Richard the Third (1853), couvrant la période de 1216 à 1485 ;
- Volume III: England from the Reign of Henry the Seventh to the Revolution of 1688 (1854), couvrant la période de 1485 à 1689.

Le dernier volume se conclut sur un chapitre résumant les événements ayant pris place entre 1689 et 1837.